# Луї Фіно
Луї Фіно (фр. Louis Finot, 8 липня 1909, Сен-Мор-де-Фоссе — 14 лютого 1996) — французький футболіст, що грав на позиції нападника, зокрема за національну збірну Франції.

## Клубна кар'єра
У дорослому футболі дебютував 1928 року виступами за команду «Клуб Франсе», в якій провів два сезони. 
Своєю грою за цю команду привернув увагу представників тренерського штабу клубу «СА Парі», до складу якого приєднався 1930 року. Відіграв за паризьку команду наступні чотири сезони своєї ігрової кар'єри.
Згодом з 1934 по 1946 рік грав за «Сошо», «Ренн», «Реймс», «Ніццу», паризький «Расінг», «Ам'єн» та «Ред Стар».
Завершував ігрову кар'єру у команді «Стад Франсе», за яку виступав протягом 1946—1947 років.

## Виступи за збірну
1930 року дебютував в офіційних матчах у складі національної збірної Франції.
Загалом протягом п'ятирічної кар'єри в національній команді провів у її формі 7 матчів.
Помер 14 лютого 1996 року на 87-му році життя.